# Aspøya
Aspøya ou Aspøy est une petite île et un district de la ville d'Ålesund dans le comté de Møre et Romsdal sur la côte de la mer de Norvège. L'île fait partie la commune de Ålesund.

## Description
L'île de 0,6 km2 est densément peuplée et n'est qu'une des îles sur lesquelles la ville d'Ålesund est construite. On y trouve le poste de police, des hôtels, le Jugendstilsenteret (en) (centre d'Art Nouveau), l'Ålesund Church (en) et une grande partie de l'industrie de la pêche d'Ålesund.  
L'île est reliée à l'île voisine, Nørvøya (à l'est), via le pont Helle sur l'Ålesundet (également appelé Brosundet), et avec Skarbøvika sur l'île voisine de Hessa (à l'ouest) via le pont Steinvåg à partir de 1953. Le terminus ouest de la Route européenne 136 se trouve sur l'île d'Aspøya.
L'Incendie d'Ålesund se déclara le 23 janvier 1904 et la majorité des maisons en bois de la vieille ville fut réduite en cendre.

## Galerie

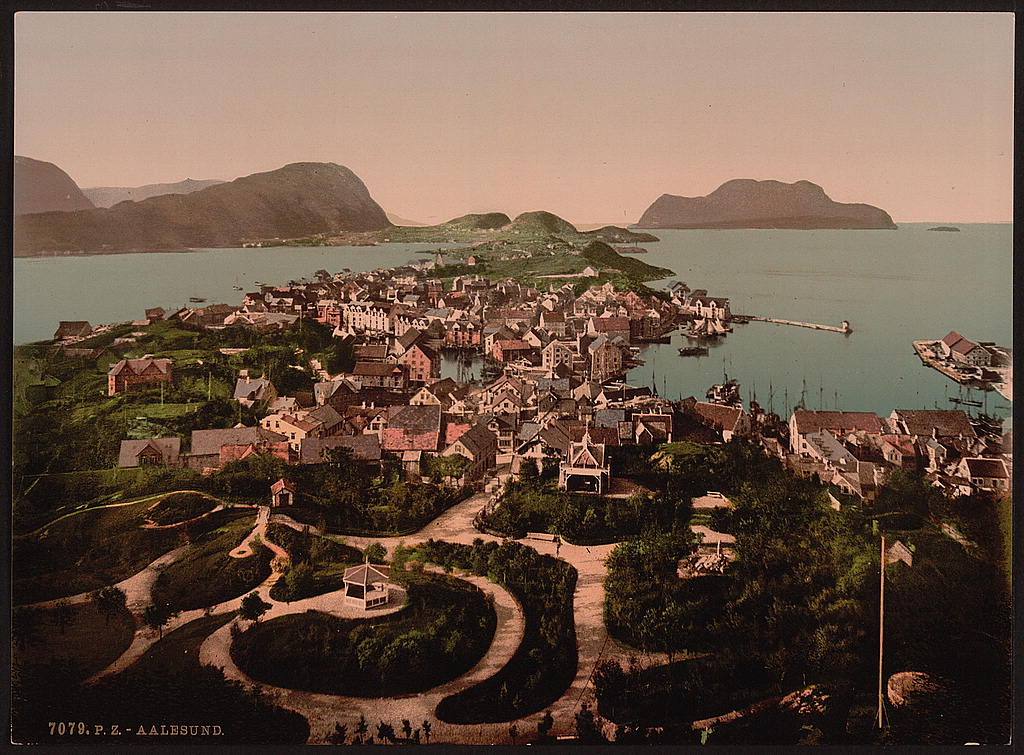
Avant l'incendie de 1904
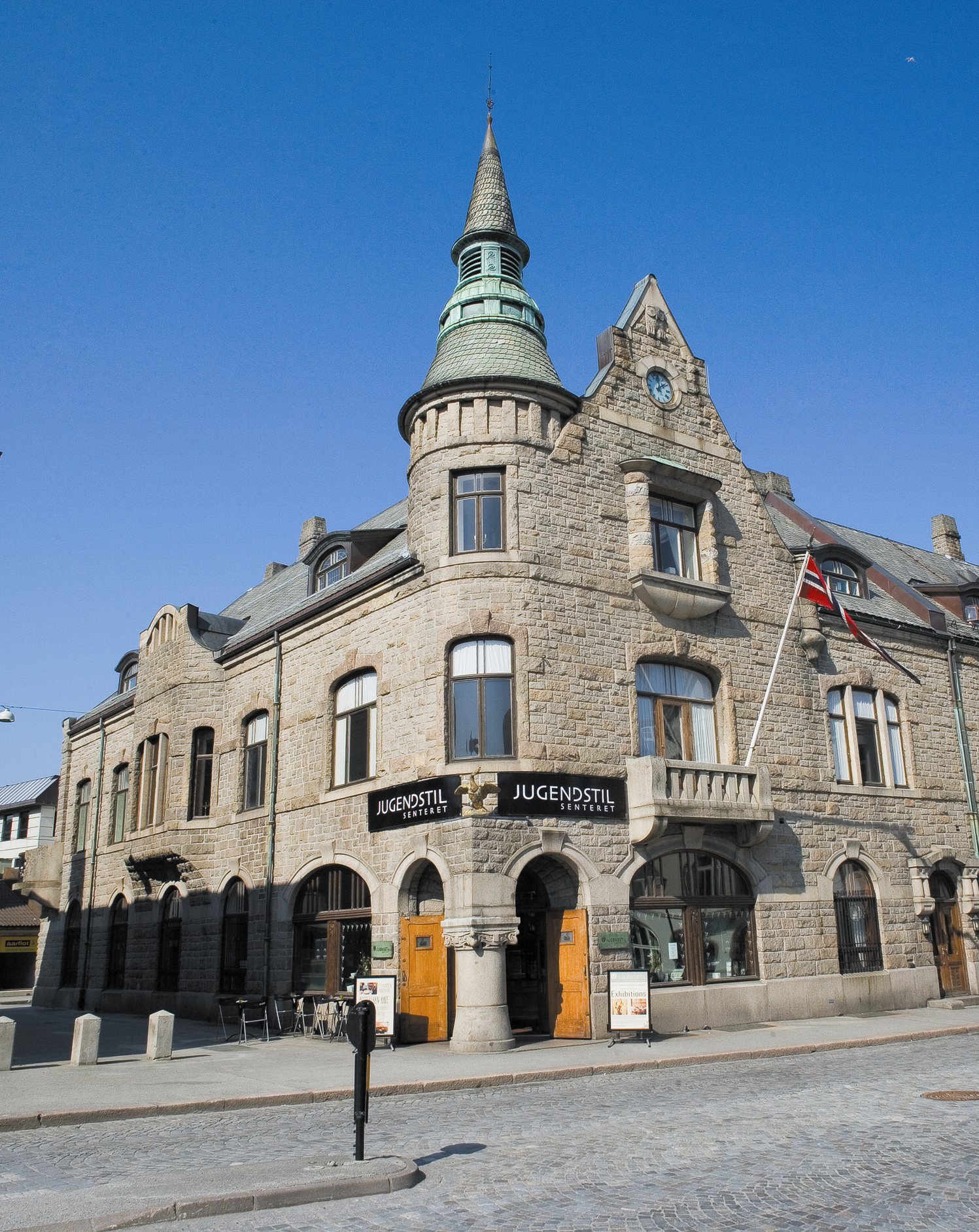
Le Jugendstilsenteret
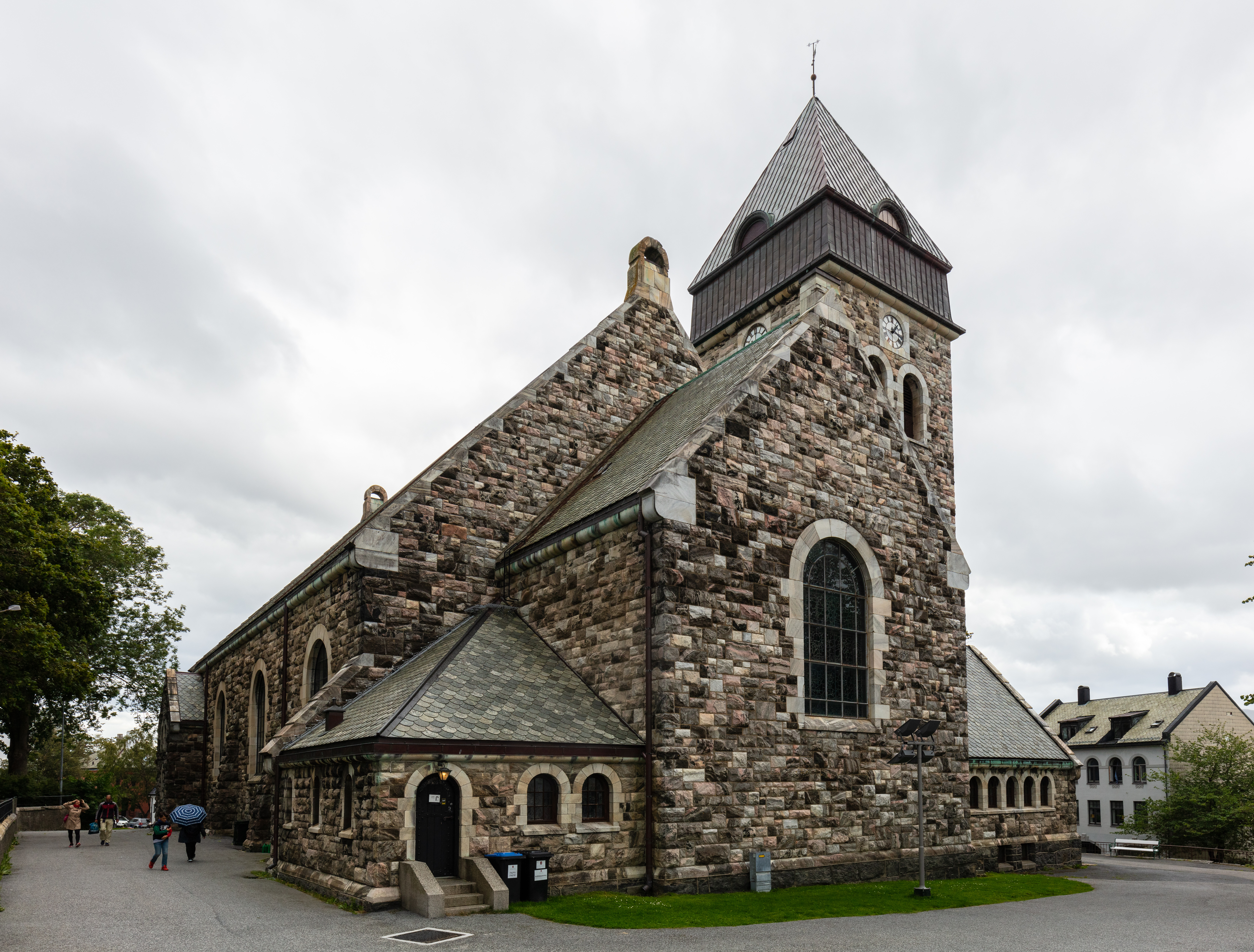
L'église d'Alesund
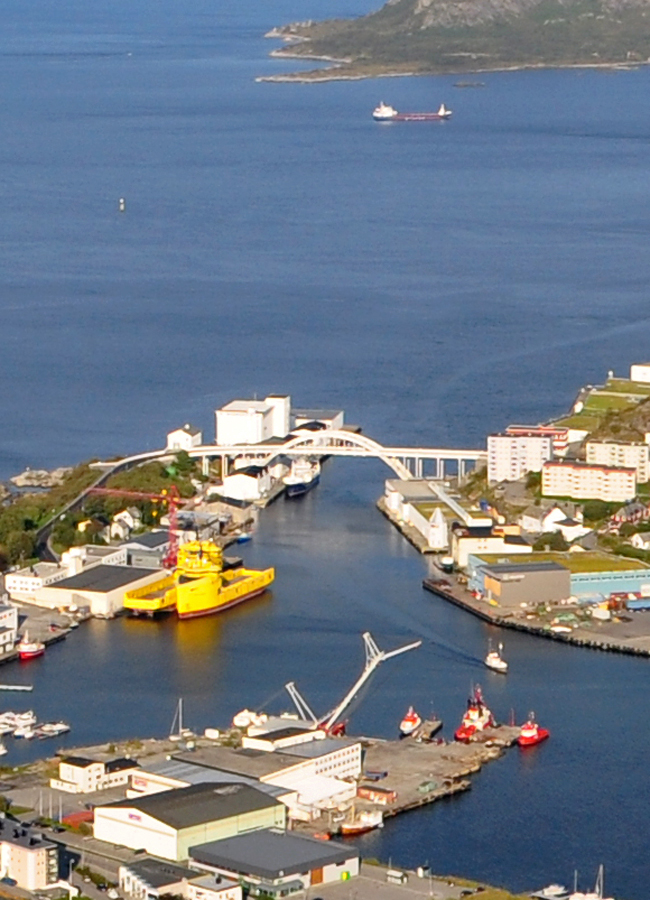
Le pont Steinsvåg